# Young Hearts (film, 2024)
Pour les articles homonymes, voir Young Hearts.
Pour plus de détails, voir Fiche technique et Distribution.
Young Hearts est un film belgo-néerlandais réalisé par Anthony Schatteman et sorti en 2024.
Il s'agit du premier long métrage du réalisateur.
Il est présenté en avant-première mondiale à la Berlinale 2024, où remporte la mention spéciale du jury jeunesse Génération Kplus[réf. nécessaire].

## Synopsis
Elias, un garçon de 14 ans, se lie d'amitié avec son nouveau voisin, Alexander, venu de Bruxelles et qui a le même âge que lui. Ils sympathisent rapidement, et Elias se rend vite compte qu'il est vraiment amoureux pour la première fois. Parallèlement il apprend qu’Alexander a une attirance envers les garçons. Apeuré par ce que peuvent penser les autres, Elias se questionne beaucoup et finit, malgré son amour, par repousser Alexander avant de finir de se sentir seul. Il est dans une situation d’égarement et de désespoir. Mais, lorsque son grand-père lui révèle combien il aimait sa défunte épouse, Elias comprend que l'amour est trop important et précieux pour le perdre. Il décide de faire quelque chose pour récupérer Alexander, son « petit copain ».

## Fiche technique
Sauf indication contraire, les informations mentionnées dans cette section peuvent être confirmées par les bases de données cinématographiques IMDb et Allociné,  présentes dans la section « Liens externes ».
- Titre original : Young Hearts
- Réalisation et scénario : Anthony Schatteman (nl)
- Musique : Ruben De Gheselle
- Décors : Kato Bulteel
- Costumes : Gudrun Wylleman
- Photographie : Pieter Van Campe
- Son : Rosanne Blokker
- Montage : Emiel Nuninga
- Production : Xavier Rombaut
  - Coproduction : Annabella Nezri et Floor Onrust
- Sociétés de production : Polar Bear, en coproduction avec Family Affair films et Kwassa Films[1]
- Sociétés de distribution : Kinepolis Film Distribution (Belgique) ; Épicentre Films (France)
- Pays de production :  Belgique,  Pays-Bas
- Langue originale : flamand, français
- Format : couleur - 1,85:1
- Genre : drame romantique
- Durée : 97 minutes
- Dates de sortie :
  - Allemagne : 17 février 2024 (Berlinale)
  - Belgique : 18 décembre 2024
  - Pays-Bas : 19 décembre 2024
  - France : 21 novembre 2024 (Chéries-Chéris) ; 19 février 2025 (sortie nationale)

## Distribution
Sauf indication contraire, les informations mentionnées dans cette section peuvent être confirmées par les bases de données cinématographiques IMDb et Allociné,  présentes dans la section « Liens externes ».
- Lou Goossens (en) :  Elias
- Marius De Saeger :  Alexander
- Geert Van Rampelberg : Luk, père d'Elias
- Emilie De Roo (nl) : Nathalie, mère d'Elias
- Dirk Van Dijck : Fred, grand-père d'Elias
- Jul Goossens : Maxime, frère d'Elias
- Ezra Van Dongen : Line, copine de Maxime
- Olivier Englebert : Marc, père d'Alexander
- Olga De Saeger : Ella, sœur de Alexander
- Wim Opbrouck : Tony, oncle d'Alexander
- Florence Hebbelynck : Pia, tante d'Alexander
- LaDiva Live : la Diva, chanteuse drag queen
- Saar Rogiers (nl) :  Valerie, amie d'Elias
- Jill Malfroot : Lukas
- Cassie Alcendor : Lize
- Samba Thiam : Matteo
- Sam Michiels : Mieke
- Marie Gevaert : Lore

## Production

### Développement et attribution des rôles

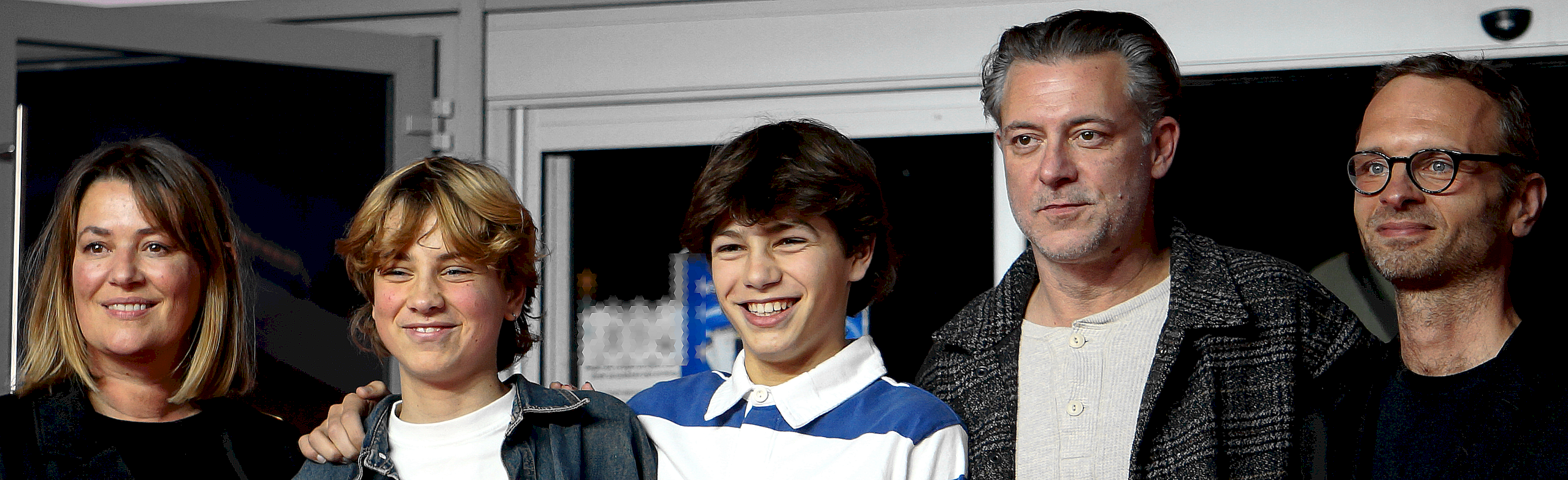
Emilie De Roo, Lou Goossens, Marius De Saeger, Geert Van Rampelberg et Xavier Rombaut.

Le film est le premier long métrage d'Anthony Schatteman, avec pour acteurs principaux, Lou Goossens et Marius De Saeger — pour lesquels il s'agit aussi de leur premier long métrage. Geert Van Rampelberg, Emilie De Roo et Dirk Van Dyck les accompagnent.
Le film est produit par Polar Bear, en coproduction avec la société belge Kwassa Films et la société néerlandaise Family Affair Films.

### Tournage
Le tournage débute le 17 juillet 2023 en Belgique, surtout à Wetteren (Flandre-Orientale) — la ville natale d'Anthony Schatteman, jusqu'au 28 août suivant.

## Accueil critique
Le Dauphiné libéré parle d'un film, dont le récit se concentre sur l’éveil sentimental. L'Humanité par le pour sa part d'un film abordant l'amour à l’aube de l’adolescence. Le Monde souligne un film doux et solaire sur la découverte par un adolescent de son homosexualité. Télérama évoque également une chronique sensible et solaire d’un premier amour, ainsi que Le Nouvel Obs.
Les Inrockuptibles apprécie le film tout en regrettant une sensation de déjà-vu. L'Avenir remarque que le film aborde sans caricature des thématiques propres à l'adolescence.

## Distinctions
Sauf indication contraire, les informations mentionnées dans cette section peuvent être confirmées par les bases de données cinématographiques IMDb et Allociné,  présentes dans la section « Liens externes ».

### Récompenses
- Berlinale 2024 : mention spéciale du jury jeunesse Génération Kplus
- Festival de Cannes 2024 : prix des collégiens Cannes Écrans Juniors[11]
- Pink Apple (en) 2024 : mention spéciale pour le meilleur long métrage
- Festival international du film de Seattle : concours des nouveaux réalisateurs du SIFF 2024 : mention spéciale du jury
- Festival du film de Zlín 2024 : soulier d'or du meilleur long métrage pour adolescents et pomme d'or – prix de la ville de Zlín pour le long métrage pour enfants le plus réussi[12]
- Everybody’s festival 2024, festival du film queer de Genève : perfect award - prix du public[13]
- Schwule Filmwoche Freiburg (de) 2024 : prix du public
- Inside Out 2024 : Outstanding Performance
- Out on Film (en) 2024 : prix du jury pour le meilleur long métrage narratif et le meilleur premier long métrage pour Lou Goossens
- Iris Prize 2024 : prix du meilleur long métrage
- Ale Kino! 2024 : prix ECFA du meilleur long métrage pour enfants[14]

### Nomination
- Berlinale 2024 : Teddy Award